# Daphnella pluricarinata
Daphnella pluricarinata là một loài ốc biển, là động vật thân mềm chân bụng sống ở biển trong họ Conidae.